# Умар-мирза
Умар-мирза (1383—1407) —  царевич из рода Тимуридов, сын Миран-шаха и внук Тамерлана.

## Биография
Второй сын Миран-шаха; родился в 1383 году, его матерью была Урун Султан Ханика, дочь Суюргатмыш-хана, правителя Чагатайского улуса. 
В 1398 году Тимур ушёл в Индию и назначил его правителем Самарканда. После возвращения деда из похода, был в числе лиц, его встретивших, а также рассказал ему о своём правлении. 
Весной 1404 года получил от деда западную часть державы, которые включали территории Грузии, Армении, Азербайджана, части Ирана и Ирака. Вручив земли под его управление, Тимур отправил к нему некоторых своих приближённых эмиров. 

После смерти Тимура в феврале 1405 года, в империи начались междоусобицы, к которым присоединился и Умар-мирза, арестовавший старшего брата Абу-Бакра-мирзу, которого по его приказу посадили в крепость в Султании. Когда их мать узнала об этом, она сказала: «Я родила вас, дети, а теперь ты хочешь убить своего брата, хотя знаешь, что он тебе единокровный и что все его любят» При этом Умар-мирза ответил, что его брат глуп и дерзок, говорит [непотребные] речи, но что он не желает ничего другого, как [видеть] своего отца сеньором. 
После побега Абу-Бакра из тюрьмы, который вместе с отцом начал против Омара-мирзы успешную войну, захватив Султанию, многие эмиры и военачальники покинули его и перешли на сторону Абу-Бакра. Умар-мирза с войсками отправился в Тебриз, где началось восстание против чиновников Омара, которые занимались произволом во время сборов налогов. Узнав о приближении войск Абу-Бакра, Омар-мирза отступил в Марагу.
Весной 1406 года заключил союз с двоюродными братьями Рустамом-мирзой, Пир Мухаммадом–мирзой и Искандар Султан-мирзой, возобновив войну против Абу-Бакра, но их войска были разбиты войсками Абу-Бакра. После поражения в битве, Умар-мирза покинул союзников и уехал к своему дяде Шахруху в Хорасан, который его принял с высоким почётом, назначив правителем Горгана и Дамгана.
Весной 1407 года поднял мятеж против Шахруха, который выступил против него в поход. Две армии выстроились для битвы, но битва не состоялась, поскольку всё войско Умара-мирзы перешло на сторону Шахруха. Умар-мирза бежал в пустыню, где был взят в плен тяжело раненым и приведён к Шахруху. Несмотря на оказанную помощь лекарей, он умер по пути в Герат. 